# Ingrandes, Maine-et-Loire
Ingrandes är en kommun i departementet Maine-et-Loire i regionen Pays de la Loire i nordvästra Frankrike. Kommunen ligger i kantonen Saint-Georges-sur-Loire som tillhör arrondissementet Angers. År 2013 hade Ingrandes 1 661 invånare.

## Befolkningsutveckling
Antalet invånare i kommunen Ingrandes
| Referens: INSEE |